# Bazinval
Bazinval település Franciaországban, Seine-Maritime megyében. Lakosainak száma 410 fő (2022. január 1.). Bazinval Guerville és Monchaux-Soreng községekkel határos.

## Népesség
A település népességének változása:
| Lakosok száma | 396  | 413  | 427  | 415  | 414  | 417  | 419  | 422  | 410  |
|               | 2013 | 2015 | 2016 | 2017 | 2018 | 2019 | 2020 | 2021 | 2022 |